# Холл, Райан
Райан Холл (род. 14 октября 1982 года в Керкленде, штат Вашингтон, США) — американский спортсмен-легкоатлет, бегун на длинные дистанции. Участник Олимпийского марафона в Пекине (10-е место). Является обладателем рекорда США в полумарафоне (59:43). Райан Холл стал первым в США, кто пробежал эту дистанцию менее чем за час.

## Школа
Холл появился на беговой арене в последних классах старшей школы. Он окончил школу в один год с Детхен Ритценхайном и Аланом Веббом, именно они обошли его в 2000 году на Чемпионате США по кросс-кантри.
Холл был чемпионом штата Калифорния по кросс-кантри в последние два года школы. Он финишировал третьим на Национальном чемпионате в Орландо будучи в выпускном классе, а также установил рекорд трассы Mt.SAC в 2000. На дорожке он стал национальным чемпионом среди юниоров в предпоследнем классе, пробежав милю за 4:06,15 мин, а также стал чемпионом Калифорнии в беге на 1600 и 3200 метров с рекордом штата 4:02,62 и 8:55,12 мин соответственно.
Холл принимал участие в Открытом чемпионате Перегрин Системс в Стенфорде на 1500 метров (3:42,70 мин), и Чемпионате США по легкой атлетике в 2001 году.

## Университет
Карьера Райана Холла в Стенфордском Университете началась с травм. Прорыв, который все ожидали от него в старших классах, произошёл в 2005 году на дорожке. Он завоевал свой первый чемпионский титул на дистанции 5000 метров в соревнованиях, проводимых Национальной ассоциацией студенческого спорта США. Финишировав со временем 13:22.32, он менее чем на секунду обогнал своего товарища по команде Йена Добсона, с которым бежал в лидерах на протяжении всей дистанции. Холл окончил Стенфордский Университет со степенью бакалавра социологии.

## Профессиональная карьера
Холл спонсируется фирмой АСИКС с 2005 года. В то время его тренером был Терренс Махон, который раньше выступал за университет Вилланова. В 2006 он выиграл свой первый национальный титул на чемпионате по кросс-кантри на 12 км, выиграв у преследователей 27 секунд.
В 2007 побил державшийся 22 года национальный рекорд в полумарафоне в Хьюстоне — 59:43. В том же году Холл обновил ещё один рекорд США — 2:08.24 на марафоне в Лондоне.
Тренируется у Джека Дэниелса.
16 сентября 2006 Холл выиграл Great Cow Harbor 10K в Нортпорте, штат Нью-Йорк, поставив новый рекорд трассы в 28:22. Успех Холла на шоссе продолжился, когда он побил рекорд США на дистанции 20 км 8 октября 2006 со временем 57:54, что на 48 секунд быстрее предыдущего рекорда, установленного Абди Абдирахманом в 2005.
14 января 2007 Холл выиграл полумарафон Арамко (англ. Aramco Houston Half-Marathon) в Хьюстоне со временем 59:43, что делает его 49-м среди самых быстрых полумарафонцев в истории на февраль 2013. Выступление также смело предыдущий рекорд Северной Америки в 1:00:55, установленным Марком Керпом 15 сентября 1985 в Филадельфии.
22 апреля 2007 Холл занял 7-е место в Лондонском марафоне (англ. Flora London Marathon). Его время в 2:08:24 стало самым быстрым марафонским дебютом среди американцев.
3 ноября 2007 Холл выиграл марафон на отборочных соревнованиях к Олимпиаде 2008 с рекордом в 2:09:02 в Нью-Йорке, штат Нью-Йорк. Этой победой, он, Датан Ритценхайн и Брайан Селл квалифицировались на марафонскую дистанции в Олимпиаде 2008 в Пекине, Китай. 
13 апреля 2008 Холл занял 5-е место в Лондонском марафоне. Холл в возрасте 25 лет, в своем только третьем марафоне, финишировал со временем 2:06:17. Единственный американец, кто на тот момент пробежал марафон быстрее был Халид Ханнучи, который в 2002 показал время 2:05:38 в Лондоне и 2:05:56 в Чикаго.
Холл был запечатлен на обложке сентябрьского выпуска журнала Runner’s World в 2008, где он рассказывает о его «беге к славе» на Олимпийских играх в Пекине. 24 августа 2008 Холл был вторым американцем, кто пересек финишную черту, заняв 10-е место со временем 2:12:33. Он бежал в более консервативном темпе нежели группа лидеров, и постепенно продвинулся с 21-го места на отметке в 15 км до 10-го на отметке в 40 км. Его напарники Датан Ритценхайн и Брайан Селл финишировали 9-м и 22-м соответственно.
В 2008 Холл был избран бегуном года по шоссе в мужском открытом дивизионе Клубом Шоссейных Бегунов Америки.
20 апреля 2009 Холл участвовал в Бостонском марафоне, финишировав 3-м в общем зачете со временем 2:09:40 вслед за эфиопом Дериба Мерга и кенийцем Даниэлем Роно. Мерга и Роно финишировали со временем 2:08:42 и 2:09:32 соответственно. Он повторно участвовал в соревновании в 2010-м, но занял только 4-е место, хотя его время в 2:08:41 было самым быстрым среди когда-либо бежавших американцев в Бостоне.
В 2010 Холл финишировал 4-м в Бостонском марафоне и 14-м в полумарафоне Philadelphia Distance Run. Из-за перетренированности он снялся с участия в Чикагском марафоне. В октябре Холл ушёл от своего тренера Терренса Мэхона в Мэммот Трек Клуб. Он выиграл чемпионат США на 7 миль в 2010-м.

### Из 2:05:00 на Бостонском марафоне 2011
16 декабря 2010 Холл объявил, что побежит Бостонский марафон в 2011 году, тем самым отмечая свое третье последовательное участие в соревновании. 18 апреля 2011 Холл пробежал самый быстрый марафон среди американцев за 2:04:58, финишировав четвёртым. Кениец Джеффри Мутаи тогда пробежал на 57 секунд быстрее признанного мирового рекорда, выиграв со временем в 2:03:02, и похвалил Холла, что тот задал и держал быстрый темпа в начале дистанции. Однако, это не стало американским рекордом, так как бостонская трасса не сертифицирована для рекордов из-за раскладки трассы и спуска высоты больше чем 1м/1 км; сильный попутный ветер (15-20 миль в час) сделали свой вклад в невероятно высокие показатели 2011 года.

### Олимпиада 2012 и 2013 год
В январе 2012 Холл лидировал на отметке в 21 км, но финишировал вторым после Меба Кефлезигхи в отборочном к Олимпиаде марафоне (проводимом в Хьюстоне, штат Техас) со временем 2:09:30, обеспечив себе место в своей второй по счету олимпийской команде. На Олимпиаде в Лондоне Холл сошёл с дистанции около 11 мили из-за травмы мышцы бедра. После разочарования на Олимпиаде Холл зарегистрировался на Нью-Йоркский марафон, что проходил позже в том же году, но не смог участвовать и снялся с участия до того, как он был отменен в сентябре из-за урагана Сэнди.
В 2013 Холл зарегистрировался на Бостонский и Нью-Йоркский марафоны, но снялся с обоих из-за травм.

### 2014
В апреле 2014 Холл финишировал 20-м со временем 2:17:50 на Бостонском марафоне, его первый марафонский финиш после отборочного старта к Олимпиаде 2012. В сентябре 2014 Холл объявил, что он тренируется под руководством Джека Дэниелса.
В 2014 Холл зарегистрировался на марафон Юта Вэлли (англ. Utah Valley) и Нью-Йоркский марафон, но снялся с обоих из-за перетренированности. Позже он заявил, что будет бежать марафон Юта Вэлли (англ. Utah Valley) в июне 2015, но финиш не был зарегистрирован.

### 2015
15 марта 2015 на марафоне в Лос-Анджелесе Холл взял лидерство на старте, пробежав первую милю за 4:42 (практически со скоростью мирового рекорда), но сошёл в середине дистанции после того как отстал от лидеров на 5-й миле. Его жена Сара бежала свой первый марафон в той же гонке.

### 2016
В январе 2016 года Холл объявил о завершении своей беговой карьеры, отмечая, какой негативный эффект соревнования дали его телу.
Он начал заниматься тяжелой атлетикой и набрал вес с 58 до 75 кг.

## Личные рекорды
| Дистанция   | Время     | Место проведения                | Дата            |
| 1500 м      | 3:42.70   | Стенфорд, Калифорния, США       | 9 июня, 2001    |
| 5,000 м     | 13:16.03  | Карсон, Калифорния, США         | 24 июня, 2005   |
| 10,000 м    | 28:07.93  | Пало Алто, Калифорния, U.S.     | 31 марта, 2007  |
| 10 миль+    | 45:33[37] | Хьюстон, Техас, США             | 14 января, 2007 |
| Полумарафон | 59:43 НР  | Хьюстон, Техас, США             | 14 января, 2007 |
| Марафон*    | 2:04:58   | Бостон, Массачусетс, США        | 18 апреля, 2011 |
| Марафон     | 2:06:17   | Лондон, Соединённое Королевство | 13 апреля, 2008 |

(+) Отметка в соревновании с большей дистанцией
(*) Помощь ветра и раскладка трассы
· Вся информация за исключением 10 миль взята с личной страницы ИААФ

## Хронология достижений
· 2000 — 3-е место на Чемпионате США по кросс-кантри Фут Локер среди школьников старших классов (англ. Foot Locker National High School Cross Country Championships)
· 2003 — 2-е место на Чемпионате по кросс-кантри, проводимом Национальной ассоциацией студенческого спорта
· 2005 — 3-е место в Чемпионате США по легкой атлетике на дистанции 5000м
· 2006 — 1-е место на национальном чемпионате США по кросс-кантри (12км)
· 2006 — Чемпион США в полумарафоне
· 2006 — 1-е место, Great Cow Harbor 10K (Northport, NY); рекорд трассы в 28:22 побил предыдущую отметку в 28:44, установленную Джеффом Джейкобсом в 1991
· 2006 — установил рекорд США на дистанции 20км (57:54). Inaugural IAAF World Road Running Championships в Дебрецен, Венгрия.
· 2007 — установил рекорд США в полумарафоне (59:43). Полумарафон Арамко в Хьюстоне, штат Техас.
· 2007 — 2:08:24 на Лондонском Марафоне в Лондоне, Великобритания
· 2007 — 1-е место, отборочный марафон на Олимпиаду 2008 (2:09:02) в Нью-Йорке, США
· 2008 — 5-е место. Лондонский марафон (2:06:17) в Лондоне, Великобритания
· 2008 — 10-е место. Марафон летних Олимпийский Игр (2:12:33) в Пекине, Китай
· 2009 — 1-е место. 15 км в Publix Super Markets Gasparilla Distance Classics Race (43:26) в Тампа Бэй, США
· 2009 — 3-е место. Бостонский Марафон (2:09:40) в Бостоне, США
· 2009 — 3-е место. Нью-Йоркский полумарафон (1:02:35) в Нью-Йорке, США
· 2009 — 1-е место. Полумарафон ING Philadelphia Distance Run (1:01:52) в Филадельфии, США
· 2009 — 4-е место. Нью-Йоркский марафон (2:10:36)
· 2010 — 4-е место. Бостонский марафон (2:08:40)
· 2010 — 1-е место. Bix 7 (32:55) (Чемпионат США на 7 миль)
· 2011 — 2-е место. Чемпионат США по полумарафону (1:02:20)[38]
· 2011 — 4-е место. Бостонский марафон (2:04:58)
· 2011 — 5-е место. Чикагский марафон (2:08:04)
· 2012 — 2-е место. Отборочный марафон на Олимпиаду (Olympic Marathon Trials) в Хьюстоне, штат Техас (2:09:30)
· 2012 — Не финишировал. 2012 марафон на Олимпиаде в Лондоне, Великобритания
· 2014 — 20-е место. Бостонский марафон (2:17:50)
· 2015 — Не финишировал, Лос-Анджелесский марафон 

## Личная жизнь
В сентябре 2005 Холл женился на девушке из своего колледжа Саре Бей, также профессиональной бегунье. Райан и Сара оба преданные христиане.
Младший брат Холла Чэд выиграл национальный чемпионат по кросс-кантри Фут Локер (англ. Foot Locker) в 2006 году, что де факто являлось национальным чемпионатом для индивидуальных бегунов по кросс-кантри среди школьников старших классов. Чэд пошёл по следам своей невестки, так как Сара Холл (в девичестве Бей) выиграла женский чемпионат в 2000, в том же году сам Райан финишировал третьим. Чэд начинал учиться в Орегонском Университете. В 2008 году он перевелся в Калифорнийский Университет в Риверсайде и выпустился в 2012.
В 2009 Райан и его жена Сара основали фонд Холл Степс (англ. Hall Steps Foundation), чтобы дать энергию беговому сообществу использовать энергию и ресурсы, которые снабжают атлетические достижения бегунов на попытки социальной справедливости.
Родной город Райана Биг Бэр Лейк запустил кампанию «Сделайте миллион миль для Райана Холла» в поддержку Райана завоевать олимпийское золото 2008 года, набрав вместе 1 миллион миль в различных упражнениях.